# Ellie Daniel
Eleanor (Ellie) Suzanne Daniel, później Drye (ur. 11 czerwca 1950 w Filadelfii) – amerykańska pływaczka. Czterokrotna medalistka olimpijska.
Specjalizowała się w stylu motylkowym i na dwóch olimpiadach zdobyła w tym stylu trzy medale w konkurencjach indywidualnych, jednak żadnego złota. Jedyny krążek z najcenniejszego kruszcu zdobyła w sztafecie w Meksyku. Osiem razy biła rekord świata.

## Starty olimpijskie (medale)
Meksyk 1968
- 4 × 100 m zmiennym –  złoto
- 100 m motylkiem –  srebro
- 200 m motylkiem –  brąz

Monachium 1972
- 200 m motylkiem –  brąz